# Extremadura Noticias
Extremadura noticias es la marca informativa de Canal Extremadura, la radio televisión autonómica extremeña gestionada por la Corporación Extremeña de Medios Audiovisuales (CEXMA). Los contenidos difundidos a través de esta denominación son informativos, deportivos y meteorológicos.

## Historia
El primer informativo producido bajo la marca Extremadura Noticias para Canal Extremadura Televisión fue el 7 de junio de 2006 con Rocío Gavira y Luis Daniel Martín como presentadores, José María Maldonado al frente de la información deportiva y con Carlos Benito como meteorólogo del espacio. El informativo comenzó sus emisiones a las 20:30 horas de la tarde.

## Presentadores
- Rocío Gavira
- Luis Daniel Martín
- Alfonso Mayoral
- Cristina López
- Christian Polanco
- Carlos de Rodrigo
- Ana María Ruiz
- Luz Carmen Herrera
- Indira García
- Inmaculada Mateos
- Silvia Solano
- Alba Lancha
- Noelia López Boluda

## Redes sociales
Extremadura Noticias trasladó los contenidos informativos de la cadena a las redes sociales con presencia en plataformas como Twitter, Facebook e Instagram.
- Datos: Q115799606